# Heinaho
Heinaho är ett naturreservat i Torsby kommun i Värmlands län.
Området är naturskyddat sedan 2013 och är 14 hektar stort. Reservatet omfattar berget med detta namn och består av granskog med inslag av asp.